# También la lluvia
También la lluvia (Anche la pioggia) è un film del 2010 diretto da Icíar Bollaín.
È ambientato in Bolivia, nel 2000, durante i giorni della guerra dell'acqua di Cochabamba. Il film, sceneggiato da Paul Laverty, intende denunciare lo sfruttamento dei poveri in Bolivia raccontando allo stesso tempo la lavorazione di un film su Cristoforo Colombo e la crudeltà dei conquistadores.

## Trama
Il regista Sebastián, il produttore esecutivo Costa e l'assistente alla regia arrivano a Cochabamba, in Bolivia, per girare un film revisionista sulla conquista del Nuovo Mondo. Il produttore ha preferito la Bolivia, nonostante poco si addica allo sbarco di Cristoforo Colombo, perché in questo modo può permettersi di coinvolgere molti attori pagandoli soltanto 2 dollari al giorno.
Il film racconta il disumano trattamento dei popoli indigeni nel XV secolo e si concentra sulla figura storica di Bartolomé de Las Casas, un frate domenicano che dedicò gran parte della sua vita a difendere i nativi americani dai colonialisti spagnoli. Durante il periodo di riprese, a Cochabamba cresce il malcontento dei contadini contro le multinazionali che vogliono comprare la loro acqua, i loro pozzi, "anche la pioggia". Daniel, uno degli attori protagonisti scelto da Sebastián per interpretare Hatuey, è il portavoce delle contestazioni pubbliche. Ben presto la rivolta degenera e con l'arrivo delle forze armate molti protestanti vengono feriti, uccisi o messi in prigione.
Per non rischiare di compromettere il film, Sebastián e Costa pagano Daniel affinché non si faccia coinvolgere nella guerriglia, ma il tentativo fallisce. Quando la città diventa un fronte di guerra, Costa viene trascinato dentro le sommosse per salvare la bambina di Daniel rimasta ferita in un'esplosione. Portare a termine il film è ora un atto di coraggio e gli attori e i membri della troupe lasciano la Bolivia. L'unico che non abbandona il sogno di realizzare il film è Sebastián.

## Produzione
Il film, essendo a basso costo (5 milioni di euro di budget), è stato girato con due cineprese contemporaneamente, in modo da risparmiare tempo. La fase di produzione si è svolta in Bolivia e ha avuto una durata di otto settimane. La regista ha coinvolto la popolazione locale nelle riprese affinché si sentisse parte del progetto. Per limitare i costi, il direttore della fotografia, Alex Catalán, ha studiato metodi alternativi per raccontare la storia, ad esempio ha scelto di mostrare la guerra dell'acqua all'interno di un'auto.

## Riconoscimenti
- 2011 - Premio Ariel
  - Miglior film Iberoamericano
- 2011 - Festival internazionale del cinema di Berlino
  - Premio panorama del pubblico
- 2011 - Cinema Writers Circle Awards
  - Miglior regista
  - Miglior film
  - Miglior cinematografia
  - Migliore colonna sonora
  - Miglior sceneggiatura originale
  - Miglior attore non protagonista a Karra Elejalde
  - Candidato a miglior attore a Luis Tosar
  - Candidato a miglior montaggio
- 2011 - European Film Awards
  - Nomination premio del pubblico al miglior film
- 2011 - Premio Goya
  - Migliore colonna sonora
  - Miglior supervisione della produzione
  - Miglior attore non protagonista a Karra Elejalde
  - Candidato a miglior attore a Luis Tosar
  - Candidato a miglior costumi
  - Candidato a miglior regista
  - Candidato a miglior montaggio
  - Candidato a miglior film
  - Candidato a miglior trucco
  - Candidato a miglior attore esordiente a Juan Carlos Aduviri
  - Candidato a miglior sceneggiatura originale
  - Candidato a migliore effetti sonori
  - Candidato ai migliori effetti speciali
- 2011 - Palm Springs International Film Festival
  - Premio "Bridging the Borders"
- 2011 - Premio ACE
  - Miglior regista
  - Migliore Film
  - Migliore attore non protagonista a Gael García Bernal
- 2011 - Spanish Music Awards
  - Miglior colonna sonora
- 2011 - Munich Film Festival
  - Miglior film